# J. Borges
José Francisco Borges, conhecido artisticamente como J. Borges (Bezerros, 4 de agosto de 1935 – Bezerros, 26 de julho de 2024), foi um artista, cordelista e poeta brasileiro. Foi um dos mais famosos xilógrafos de Pernambuco. Começou o trabalho com xilogravura para ilustrar suas histórias em cordéis, e hoje elas são vendidas a colecionadores, artistas e intelectuais. Também já publicou vários álbuns.

## Biografia
José Francisco Borges nasceu em 4 de agosto de 1935, no município de Bezerros, Pernambuco, onde deu início a sua vida artística e onde residiu até sua morte, escrevendo, ilustrando e publicando os seus folhetos.
Aos 8 anos, José Francisco Borges já trabalhava na terra com o pai. Aos dez, já fabricava e vendia colheres de pau na feira. Foi oleiro, confeccionou brinquedos artesanais e vendeu livros de cordel.
Morou cerca de 15 anos nos municípios de Escada e Ribeirão, na Zona da Mata de Pernambuco.
Aos 21 anos, resolveu que iria escrever cordel. Foi quando fez "O Encontro de Dois Vaqueiros no Sertão de Petrolina", que foi xilogravada por Mestre Dila, que vendeu mais de cinco mil exemplares em dois meses.
Como não tinha dinheiro para bancar um ilustrador, J. Borges resolveu fazer ele mesmo: começou a entalhar na madeira a fachada da igreja de Bezerros, que usou em O Verdadeiro Aviso de Frei Damião. Desde então, começou a fazer matrizes por encomenda e também para ilustrar os mais de 200 cordéis que lançou ao longo da vida.
Descoberto por colecionadores e marchands, viu seu trabalho ser levado aos meios acadêmicos do país. Na década de 1970, José Borges desenhou a capa de "As Palavras Andantes", de Eduardo Galeano. e gravuras suas foram usadas na abertura da Telenovela Roque Santeiro, da Rede Globo. Nessa época, começou a gravar matrizes dissociadas dos cordéis, de maior tamanho. Isso permitiu expor no exterior: em 1992, na Galeria Stähli, em Zurique, e no Museu de Arte Popular de Santa Fé, na cidade de Novo México. Depois, novas exposições, na Europa e nos Estados Unidos.
Foi convidado e deu aulas de Xilogravura e entalhamento em madeira na Europa e nos EUA.
J. Borges foi condecorado com a comenda da Ordem do Mérito pelo presidente Fernando Henrique Cardoso, recebeu o prêmio UNESCO na categoria Ação Educativa/Cultural. Em 2002, foi um dos treze artistas escolhidos para ilustrar o calendário anual das Nações Unidas. Sua xilogravura A Vida na Floresta abre o ano no calendário. Em 2006, foi tema de reportagem no The New York Times. O escritor Ariano Suassuna o considerava o melhor gravador popular do Nordeste.
Suas xilogravuras são impressas em grande quantidade, em diversos tamanhos, e vendidas a intelectuais, artistas e colecionadores de arte. Dono de uma técnica própria de colorir as imagens, atende pedidos para representar cotidiano do pobre, o cangaço, o amor, os castigos do céu, os mistérios, os milagres, crimes e corrupção, os folguedos populares, a religiosidade, a picardia, sempre ligados ao povo nordestino.
Em sua cidade natal, foi inaugurado o Memorial J. Borges, com exposição de parte de sua obra e objetos pessoais.
Em janeiro de 2022 foi aberta a exposição J. Borges – O Mestre da Xilogravura, no Museu de Arte do Rio, com uma coletânea de 40 xilogravuras, sendo 10 obras inéditas, 10 matrizes inéditas e as 20 obras mais importantes da sua carreira, com temas que retratam a trajetória de vida do artista.
Foi um dos Patrimônios Vivos de Pernambuco. Morreu na sua cidade natal, em 26 de julho de 2024.